# Крестцы (Хвойнинский район)
Крестцы — деревня в Хвойнинском муниципальном округе Новгородской области.

## География
Находится в северо-восточной части Новгородской области на расстоянии приблизительно 32 км на восток-юго-восток по прямой от районного центра Хвойная к востоку от озера Старское.

## История
Была отмечена ещё на карте 1840 года. В 1910 году здесь (деревня Боровичского уезда Новгородской губернии) было учтено 15 дворов. До 2020 года входила в Кабожское сельское поселение (Хвойнинский район).

## Население
Численность населения: 98 человека (1910 год), 12 (русские 100 %) в 2002 году, 2 в 2010.